# La vie est un chantier
Pour plus de détails, voir Fiche technique et Distribution.
La Vie est un chantier (Das Leben ist eine Baustelle.) est un film allemand réalisé par Wolfgang Becker, sorti en 1997.

## Synopsis
À Berlin, Jan Nebel fait la connaissance durant une mauvaise période dans sa vie, d'une manière inhabituelle, de Vera. Dans le même temps, il apprend par une ex qu'il pourrait être séropositif. Sa tentative pour refouler cette nouvelle puis se l'expliquer, dépend de cette nouvelle relation avec Vera. Il se risque à un nouveau départ, mais elle aussi a ses secrets.

## Fiche technique
- Titre : La vie est un chantier
- Titre original : Das Leben ist eine Baustelle.
- Réalisation : Wolfgang Becker assisté de Scott Kirby et de Tanja Däberitz
- Scénario : Wolfgang Becker, Tom Tykwer
- Musique : Jürgen Knieper, Christian Steyer
- Direction artistique : Claus-Jürgen Pfeiffer
- Costumes : Heidi Plätz
- Photographie : Martin Kukula (de)
- Son : Wolfgang Schukrafft
- Montage : Patricia Rommel (de)
- Production : Stefan Arndt
- Sociétés de production : X-Filme Creative Pool, Arte et Senator Entertainment (de)
- Société de distribution : Senator Entertainment, Bavaria Film International
- Pays d'origine :  Allemagne
- Langue : Allemand
- Format : Couleurs - 1,37:1 - Dolby - 35 mm
- Genre : Comédie dramatique
- Durée : 115 minutes
- Dates de sortie :
  -  Allemagne : 20 mars 1997

## Distribution
- Jürgen Vogel (VF : Maurice Decoster) : Jan Nebel
- Christiane Paul: Vera
- Christina Papamichou: Kristina
- Meret Becker: Moni
- Ricky Tomlinson (en): Buddy
- Armin Rohde: Harri
- Martina Gedeck: Lilo
- Andrea Sawatzki: Sylvia
- Heino Ferch: Hoffmann
- Rebecca Hessing: Jenni

## Récompenses et distinctions
- Berlinale 1997 : Sélection officielle - compétition[1].
- Prix du film allemand 1997[2] :
  - Prix du meilleur acteur pour Jürgen Vogel
  - Prix de la meilleure actrice dans un second rôle pour Martina Gedeck